# 聖地牙哥特克薩寬戈斯
聖地牙哥特克薩寬戈斯（西班牙語：Santiago Texacuangos），是薩爾瓦多的城鎮，位於該國中西部，由聖薩爾瓦多省負責管轄，面積30.52平方公里，海拔高度817米，2007年人口19,428，人口密度每平方公里636.57人。
13°39′N 89°07′W / 13.650°N 89.117°W